# Eduard von Rabenau
Eduard Maximilian von Rabenau (* 9. August 1796 auf Gut Mildenau bei Sorau, Kurfürstentum Sachsen; † 30. Dezember 1881 in Naumburg (Saale), Provinz Sachsen) war ein deutscher Richter und Politiker.

## Familie
Eduard von Rabenau entstammte altem meißnischen Adel und war der Sohn des Gutsbesitzers Friedrich von Rabenau (1771–1821). Er heiratete am 2. Januar 1824 in Gersdorf Emma von Schweinitz (* 5. Januar 1801 in Rengersdorf; † 8. Juli 1878 in Naumburg), eine Tochter von Hans von Schweinitz, Gutsherr auf Weißig bei Dresden, und der Luise von Meyer zu Knonow.

## Leben
Rabenau besuchte von 1809 bis 1814 die Schulpforta. Er studierte nach dem Abitur  Rechtswissenschaft an der Universität Leipzig und wurde 1814 mit Heinrich Linstedt im Corps Lusatia Leipzig aktiv. Er war Senior und focht am 5. Juli 1817 in dem Dorf Platau eine bemerkenswerte Contrahage gegen einen Jenaer Urburschenschafter auf „gemischten Comment“ – zur Hälfte auf Stoßdegen, zur anderen auf Hieb mit Glockenschläger.
Er ging nach dem Examen (1818) in die Neumark und trat in Frankfurt (Oder) als Auskultator in den Justizdienst des Königreichs Preußen. Als Einjährig-Freiwilliger diente er in der Preußischen Armee, vermutlich in der späteren 5. Division (Deutsches Kaiserreich). In Driesen begann er 1823 als Gerichtsassessor und Landrichter. 1838 wurde er Direktor des Stadtgerichts Driesen. Von 1849 bis 1854 war er Direktor des Kreisgerichts im Landkreis Friedeberg Nm.
Er war Domherr, Domdechant (1854) und Propst (1873) des Naumburger Doms. 1847 vertrat er Vollrath von Krosigk (der das Dom-Kapitel zu Naumburg vertrat) auf dem Ersten Vereinigten Landtag Preußens.

## Ehrungen
- Mitglied des Preußischen Herrenhauses (1854)
- Geh. Justizrat (1857)
- Mitglied des preußischen St. Johanniterordens
- Ehrenritter des Johanniterordens
- Stern zum preußischen Kronen-Orden 2. Klasse (1881)
- Roter Adlerorden 2. Klasse mit Eichenlaub
- Ehrenbürger der Stadt Naumburg (1881)